# 七尾あきら
七尾 あきら（ななお あきら、1969年3月31日 - ）はライトノベル作家である。
早稲田大学文学部を詩集で卒業。SF研究会所属。1996年、「ゴッド・クライシス　ー天来鬼神伝ー」で第一回スニーカー大賞金賞を受賞（同時受賞は冲方丁）。趣味は乱読・居眠り・ガラクタ集め。
日本SF作家クラブ会員。

## 書誌情報
- 幻妖草子 西遊記〜地怪篇〜　ISBN 4-04-418104-7
- 幻妖草子 西遊記〜天変篇〜　ISBN 4-04-418105-5
- シャギードッグV 虹の幕間
- シャギードッグIV 人形の鎮魂歌～reborn～
- シャギードッグIII 人形の鎮魂歌～in the dark～
- シャギードッグII 人形の鎮魂歌～defeated～
- シャギードッグ 天使の序章
- ハートレス・ハート
- 風姫外伝　～花鎮めの風～
- 風姫　地を護る者
- 風姫　天を継ぐ者
- 古墳バスター夏実III ドラゴン・ソング
- 古墳バスター夏実II 太陽より愛をこめて♡
- 古墳バスター夏実I もしかして大団円
- 盗賊剣士エドガー　ノラ猫は後悔しない
- ゴッド・クライシス　～天来鬼神伝～